# Île Fourchue
Île Fourchue, također poznat kao Île Fourche je otok u kanalu Svetog Bartolomeja, između Svetog Bartolomeja i Saint-Martina, koji pripada Kolektivu Sveti Bartolomej. Unutrašnjost otoka je u privatnom vlasništvu. Nalazi se oko 5 km sjeverozapadno od otoka Saint Barthelemy. Prethodno se otok Fourchue zvao Pet otoka zbog istaknutih pet vrhova vidljivih iz daljine. Najviša točka je 103 metra nadmorske visine. Nalazi se unutar Nacionalni rezervat prirode Svetog Bartolomeja.

## Povijest
Otok Fourchue poznat je kao utočište Balthazara Biguarda, imigranta iz Marseillea koji je bježao od Francuske revolucije, a Saint-Barthélemy je u to vrijeme bio švedski teritorij. Na kraju je dobio švedsko državljanstvo, živeći odvojeno od ostatka svijeta sve dok nije umro 1827. u dobi od 85 godina. Na ovom je otoku i pokopan.

## Važno područje za ptice
Petite Islette, 1.3 ha, 33 m visok, otočić na zapadnom kraju Fourchuea, BirdLife International ga je prepoznao kao važno područje za ptice (IBA) jer podržava koloniju za razmnožavanje smeđih bluna (Sula leucogaster). Prisutne su tri vrste gmazova: maloantilska iguana (endem Malih Antila), Anolis gingivinus i Pholidoscelis plei.